# Erythrina edulis
Erythrina edulis är en ärtväxtart som beskrevs av Marc Micheli. Erythrina edulis ingår i släktet Erythrina och familjen ärtväxter. Inga underarter finns listade i Catalogue of Life.

## Bildgalleri

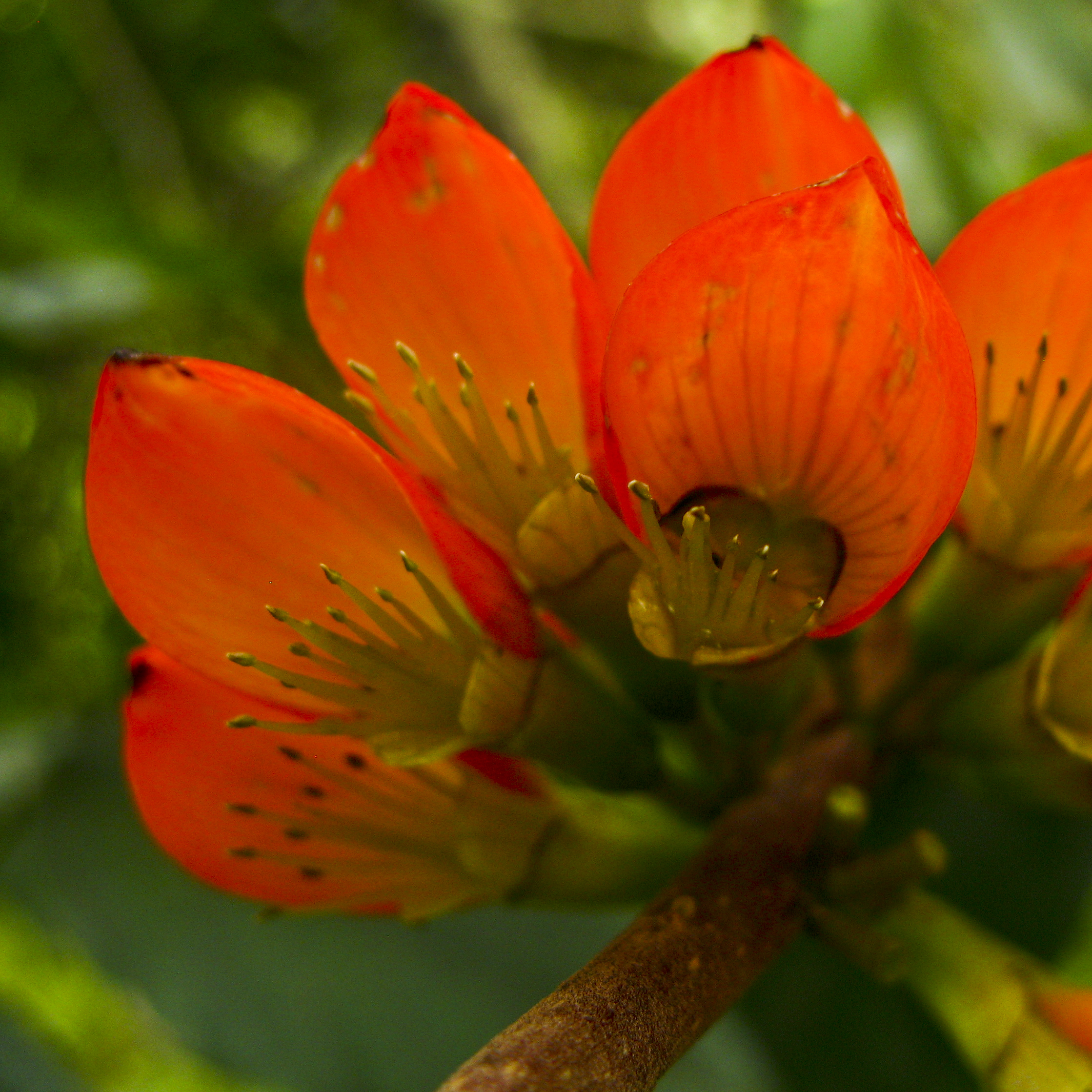